# Неогублений голосний переднього ряду низького підняття
Неогублений голосний переднього ряду низького піднесення (англ. Open front unrounded vowel) — один з голосних звуків, четвертий з основних голосних звуків. Інколи називається неогубленим переднім низьким голосним.
- У Міжнародному фонетичному алфавіті позначається як [а].
- У Розширеному фонетичному алфавіті SAM його еквівалентом виступає також [а].